# Heterostegane ruberata
Heterostegane ruberata är en fjärilsart som beskrevs av Paul Mabille 1899. Heterostegane ruberata ingår i släktet Heterostegane och familjen mätare. Inga underarter finns listade i Catalogue of Life.